# Hércules desvía el curso del río Alfeo
Hércules desvía el curso del río Alfeo es un lienzo realizado por Francisco de Zurbarán, perteneciente a una serie pictórica sobre los trabajos de Hércules.

## Introducción
En la segunda mitad de 1634, Zurbarán recibió, para el Salón de Reinos del palacio del Buen Retiro de Madrid, un importante encargo, del que se conservan una escena de batallas —Defensa de Cádiz contra los ingleses— y una serie de diez cuadros dedicados a los trabajos que realizó Hércules por orden de Euristeo, mítico rey de la Argólida. A causa del espacio disponible, Zurbarán solamente representó diez de dichas hazañas. El presente lienzo es el quinto de la mencionada serie.
Los establos de Augías nunca se habían limpiado, y su hedor se extendía por todo el Peloponeso. La quinta tarea encomendada a Hércules fue la de limpiarlos en un solo día. Para ello derribó una parte de dichos establos, y desvió de su curso los ríos Alfeo y Peneo, cuyas aguas limpiaron la suciedad, arrastrando el estiércol hacia el mar.

## Análisis de la obra

### Datos técnicos y registrales
- Madrid, Museo del Prado; N º. de inventario P001248;[3]
- Pintura al óleo sobre lienzo;
- Medidas: 133 x 153 cm
- Fecha de realización: ca. 1634; Restaurado en 1967;[4]
- Consta con la referencia 77 en el catálogo de O. Delenda, y con el número 139 por Tiziana Frati.[5]

### Descripción de la obra
Aunque el quinto trabajo de Hércules se titule Los establos del rey Augias, Zurbarán representa solamente el resultado final de esta hazaña. Como en los otros lienzos de la serie, el pintor remite a Hércules como al legendario fundador de la monarquía hispana. El estiércol en los establos del rey Augias representaría los males que asolaban a la España del momento, cuya erradicación dependía de unos gobernantes poderosos y magnánimos al mismo tiempo.
Este lienzo es uno de los mejores de la serie, debido al excelente paisaje fluvial en la parte derecha. Con una perspectiva perfectamente lograda, Zurbarán, representa el agua desviada como un hermoso y agitado torrente plateado. Compositivamente, es también uno de los lienzos mejor resueltos. disponiendo las masas rocosas y las empalizadas para ser vistas en alto. Hércules es representado como una gran figura inmóvil, mirando al espectador con un aire orgulloso y desafiante. La posición forzada de las piernas y la exagerada anatomía se corrigen en parte, si el lienzo se coloca a la altura para la que fue prevista.

## Procedencia
1. Madrid, Palacio del Buen Retiro, Salón de Reinos, 1634;
2. Madrid, Palacio de Buenavista, 1810 (?)-1819 (?);
3. Transferido al Real Museo de Pintura y Escultura (actual Museo del Prado) en 1819.[8]